# Pennellianthus
Pennellianthus je monotipski biljni rod iz porodice trpučevki  (Plantaginaceae). Jedina vrsta je P. frutescens, višegodišnja biljka (rizomatski geofit) iz Ruskog dalekog istoka i japanskih otoka Hokkaido i Honshu 

## Opis
P. frutescens je zimzelena trajnica koja naraste do 90 cm visine. Voli osunčana mjesta: Oprašivanje vrše pčele. Hermafrodit. Svi njezini dijelovi su otrovni.

## Sinonimi
- Leiostemon Raf.; Neogenyt. 2 (1825
- Chelone frutescens (Lamb.) Steud.; Nom. ed. I. 186 (1821)
- Digitalis ambigua Willd. ex Ledeb.; Fl. Ross. 3: 222 (1847), nom. inval.
- Digitalis dasyantha Pall. ex Lamb.; Trans. Linn. Soc. London 10: 259 (1811)
- Leiostemon frutescens (Lamb.) Raf. ex Straw; Brittonia 18: 87 (1966)
- Penstemon frutescens Lamb.; Trans. Linn. Soc. London 10: 259. I. 6 (1811)